# Марк Бреленд
Марк Бреленд (англ. Mark Breland, нар. 11 травня 1963, Бруклін, Нью-Йорк, США) — американський професійний боксер, чемпіон світу за версією WBA (1987, 1989—1990) в напівсередній вазі, олімпійський чемпіон 1984, чемпіон світу серед аматорів, один з кращих боксерів-аматорів в історії Сполучених Штатів.

## Аматорська кар'єра
Марк Бреленд виграв на аматорському рингу 110 зі 111 проведених поєдинків. Він п'ять разів підряд був переможцем турніру Золоті рукавички в Нью-Йорку і двічі чемпіоном Сполучених Штатів серед аматорів (1982, 1983). Єдиної поразки як любитель Бреленд зазнав на чемпіонаті Сполучених Штатів 1981.
На чемпіонаті світу 1982 став чемпіоном.
- В 1/16 фіналу переміг Веса Коскела (Швеція) — AB 2
- В 1/8 фіналу переміг Міхая Чуботару (Румунія) — KO 1
- У чвертьфіналі переміг Єно Даньо (Угорщина) — 5-0
- У півфіналі переміг Манфреда Цилонка (ФРН) — 5-0
- У фіналі переміг Серіка Конакбаєва (СРСР) — 5-0

На Олімпійських іграх 1984, за відсутності на Олімпіаді через бойкот суперників з соціалістичних країн, Бреленд легко завоював золоту медаль.
- В 1/32 фіналу переміг Вейна Гордона (Канада) — 5-0
- В 1/16 фіналу переміг Карлоса Реєса (Пуерто-Рико) — RSC 3
- В 1/8 фіналу переміг Руделя Обрежа (Румунія) — 5-0
- У чвертьфіналі переміг Женаро Леона (Мексика) — KO 1
- У півфіналі переміг Лучіано Бруно (Італія) — 5-0
- У фіналі переміг Ан Йон Су (Південна Корея) — 5-0

## Професіональна кар'єра
Після Олімпіади Бреленд перейшов до професійного боксу.
6 лютого 1987 року він виграв вакантний титул чемпіона світу за версією WBA в напівсередній вазі. В наступному бою проти Марлона Старлінга він втратив титул, програвши нокаутом у одинадцятому раунді. Їх матч-реванш 16 квітня 1988 року завершився нічиєю.
4 лютого 1989 году Бреленд знов виграв вакантний титул чемпіона світу за версією WBA в напівсередній вазі. Він провів чотири успішних захиста титулу, перш ніж 8 липня 1990 року програв нокаутом в дев'ятому раунді Аарону Девісу.
1991 року Бреленд зазнав ще однієї поразки. Завершив виступи 1997 року.